# Borsalino and Co.
Borsalino and Co. è un film del 1974, diretto da Jacques Deray, seguito del film Borsalino.

## Trama
Marsiglia, 1934. Tre mesi dopo la morte di François Capella, gli uomini del potente malavitoso Roch Siffredì, il quale da allora si è anche definitivamente affezionato a Lola, riescono a rintracciare Francesco Volpone, il sicario che lo ha assassinato; questi viene raggiunto a bordo di un treno partito da Parigi e scaraventato dal treno in corsa. L'indomani mattina alla stazione di Marsiglia, Giovanni Volpone è in attesa del fratello; non vedendolo scendere e incrociando Roch qualche istante dopo, intuisce cosa potrebbe essere accaduto, e i segnali di rappresaglia non tardano ad arrivare. Dopo aver subìto alcuni episodi di ritorsione (uccisione di alcuni dei suoi sicari, una prostituta sfigurata col vetriolo nel bordello gestito da Lola, un incendio appiccato ad uno dei suoi locali, e una bomba fatta esplodere durante uno spettacolo teatrale), Siffredì viene informato dall'ispettore Fanti del rinvenimento del cadavere di Francesco Volpone sulle rotaie, e della massiccia presenza in città di italiani dediti alla malavita, e in particolare messo in guardia di fronte alla posizione di Volpone, il quale ha un enorme giro di affari e gode dell'appoggio di alte sfere politiche. Lo stesso ispettore, prima di cedere il proprio incarico al nuovo funzionario, il commissario Cazenave, consiglia a Roch di allontanarsi per un po' da Marsiglia.
Dopo essere scampato ad un attentato, nel quale riesce ad uccidere otto degli uomini di Volpone, Roch viene catturato insieme al suo guardaspalle Fernand dai superstiti capeggiati da Sam, il cinico cattivo del clan. I due vengono condotti prima al porto, dove Fernand viene legato ad un masso e gettato in mare; Roch viene invece condotto alla periferia di Marsiglia, nella villa-nascondiglio di Volpone. Per vendicare la morte del fratello si avvale degli stessi metodi di Siffredì, ora nelle sue mani, e vuole cominciare proprio da lui quella che all'opinione pubblica deve apparire come una pulizia della città dall'illegalità, di cui l'eliminazione di Capellà era un avvertimento. Poco dopo Roch viene legato ad una sedia e costretto per giorni a bere alcool. 
Alcuni mesi dopo Fernand, scampato al tentato omicidio, senza lavoro e costretto ad elemosinare pasti, girovaga per Marsiglia in cerca del suo capo, di cui non ha più notizie. Viene caricato su un'auto con a bordo Sam e altri sicari e condotto in un bar, in cui trova Roch, ridotto in stato di dipendenza dall'alcol ed umiliato da alcune foto destinate ad essere pubblicate sui giornali, che lo ritraggono in quello stato, onde evidenziarne il totale declino. Roch viene rinchiuso in un ospedale psichiatrico per disintossicarsi e grazie all'aiuto di Fernand, assunto nella falegnameria per costruire bare, riesce a fuggire nascondendosi in una di queste e insieme si imbarcano per Genova, dove trascorrerà un periodo di riposo prima di fare ritorno in Francia. 
Forte del potere ottenuto, dopo aver eliminato altri concorrenti scomodi, grazie anche alla collaborazione del colluso commissario Cazenave, al culmine della propria ascesa Volpone ha intenzione di detenere il monopolio del traffico di eroina e fare di Marsiglia la principale piazza di smercio. Ma il ristabilito Roch e la sua banda hanno molti conti da regolare. Ci riusciranno, anche se a caro prezzo, poi lui si trasferira' in America con Lola.

## Curiosità
Nell'incursione contro la "base" di Volpone, si vedono in mano ai contendenti, per lo più, dei mitra Thompson con caricatore a tamburo, mentre Adolfo Lastretti impugna un MAB (Moschetto Automatico Beretta) 38, che certo non era già stato realizzato nel momento in cui è ambientato il film, e meno che mai poteva esser disponibile fuori dell'Italia.

## Doppiaggio
Pino Locchi, che nel film precedente aveva doppiato Belmondo, qui presta la sua voce a Delon.